# Gregorio Imedio
Gregorio Imedio, (Calzada de Calatrava, Provincia de Ciudad Real, 1915 - Madrid, 2002) fue un empresario español, fundador de la empresa Pegamentos Imedio.

## Biografía
Su padre era dueño de una droguería y  gestionaba un cine de verano de Calzada de Calatrava, y Gregorio, con quince años, era el encargado de la cámara y de dibujar el cartel anunciador de las películas. Un día observó que con acetona se lograba la unión de la celulosa del celuloide y se generaba una gelatina pegajosa, lo que fue el origen de los Pegamentos Imedio.
Después del hallazgo original vinieron otras fórmulas complementarias que acabaron dándole toda una gama de productos adhesivos. Gregorio se dedicó a fabricar pegamentos en cantidad, los envasaba en botes mediante jeringas y los daba a probar a los clientes de su padre. 
Su cuñado Pedro Ciudad Torres se convirtió en socio nueve años después de que Gregorio diera con la fórmula de su pegamento.
En 1972 levantaron una moderna industria con instalaciones deportivas y de ocio para sus empleados en Calzada de Calatrava, la mayoría de los cuales eran mujeres.
En 1988, cuando Gregorio ya estaba jubilado, una multinacional holandesa, Perfecta Chemie, compró Imedio. La empresa siguió en Calzada, donde se envasaba el producto que se traía de los Países Bajos.